# Phrictidea
Phrictidea is een geslacht van rechtvleugeligen uit de familie sabelsprinkhanen (Tettigoniidae). De wetenschappelijke naam van dit geslacht is voor het eerst geldig gepubliceerd in 1911 door Bolívar.

## Soorten
Het geslacht Phrictidea omvat de volgende soorten:
- Phrictidea bruijni Griffini, 1908
- Phrictidea longicauda Karny, 1924